# Purisme (art)
Purisme, en l'art, és un terme que s'aplica als estils o moviments estètics que pretenen explícitament o als quals s'atribueix la intenció de recuperar una suposada puresa (estètica, cultural, moral) existent en èpoques anteriors; o bé que tendeixen a la depuració estilística, a un màxim possible de simplicitat, sense perdre per això la qualitat artística, per exemple, fent servir en la mesura del possible colors, línies i formes pures, sense afectacions ni excès d'ornament, centrant-se en l'essencial o estructural.
Qualsevol dels possibles valors del terme «purisme», en la història de l'art occidental pot parlar-se de diversos moviments «puristes» en diferents èpoques. A l'art de l'Edat Moderna, el purisme va ser una de les fases de l'arquitectura del renaixement a Espanya. Més endavant, en l'art contemporani n'hi ha hagut almenys dos moviments que van rebre la denominació de puristes, ben diferenciats temporal i a l'espai i encara més diferits en el formal: el primer localitzat a la Itàlia de l'ottocento; el segon a la França dels anys 1920, en plena època de les avantguardes, els seus exponents més destacats d'aquests anys de principi del segle xx van ser Amédée Ozenfant i Le Corbusier.
El purisme també és significatiu pel fet que va donar expressió a idees estètiques que començaven a consolidar-se arreu (com ara el neoplasticisme, el constructivisme europeu i la Bauhaus), tot i que d'altra banda no tingué gaire suport a París.